# Como (Texas)
Como es un pueblo ubicado en el condado de Hopkins en el estado estadounidense de Texas. En el Censo de 2010 tenía una población de 702 habitantes y una densidad poblacional de 244,85 personas por km².

## Geografía
Como se encuentra ubicado en las coordenadas 33°3′36″N 95°28′32″O / 33.06000, -95.47556. Según la Oficina del Censo de los Estados Unidos, Como tiene una superficie total de 2.87 km², de la cual 2.86 km² corresponden a tierra firme y (0.27%) 0.01 km² es agua.

## Demografía
Según el censo de 2010, había 702 personas residiendo en Como. La densidad de población era de 244,85 hab./km². De los 702 habitantes, Como estaba compuesto por el 77.35% blancos, el 1.14% eran afroamericanos, el 1.28% eran amerindios, el 0.28% eran asiáticos, el 0% eran isleños del Pacífico, el 17.95% eran de otras razas y el 1.99% pertenecían a dos o más razas. Del total de la población el 26.92% eran hispanos o latinos de cualquier raza.